# Judah Dana
Judah Dana (* 25. April 1772 in Pomfret, Windsor County,  New Hampshire Colony; † 27. Dezember 1845 in Fryeburg, Oxford County, Maine) war ein US-amerikanischer Politiker. In den Jahren 1836 und 1837 vertrat er den Bundesstaat Maine im US-Senat.

## Leben
Judah Dana besuchte die öffentlichen Schulen seiner Heimat. Im Jahr 1795 absolvierte er das Dartmouth College in Hanover in New Hampshire. Nach einem anschließenden Jurastudium und seiner im Jahr 1798 erfolgten Zulassung als Rechtsanwalt begann er in Freyeburg in seinem neuen Beruf zu arbeiten. Diese Stadt sowie das gesamte Gebiet des späteren Bundesstaats Maine gehörten noch bis 1820 zum Staat Massachusetts. Zwischen 1805 und 1811 war Dana Bezirksstaatsanwalt im Oxford County. Von 1811 bis 1822 war er gleichzeitig Nachlass, Bezirks und Berufungsrichter. Im Jahr 1819 gehörte er einer Versammlung an, die ein Komitee mit dem Entwurf der Staatsverfassung des zukünftigen Staates Maine beauftragte. Zwischen 1820 und 1843 war er auch Kurator des Bowdoin Colleges. Im Jahr 1834 gehörte er dem Regierungsrat des Gouverneurs an. Politisch war er als Anhänger von Präsident Andrew Jackson Mitglied der Demokratischen Partei geworden.
Nach dem Rücktritt von US-Senator Ether Shepley wurde Judah Dana zu dessen Nachfolger als Class-1Kategorie Senator in den Kongress in Washington, D.C. berufen. Dieses Mandat übte er zwischen dem 7. Dezember 1836 und dem 3. März 1837 aus. Dann fiel das Mandat an den regulär gewählten Reuel Williams. Nach seinem Ausscheiden aus dem Kongress ist Dana politisch nicht mehr in Erscheinung getreten. Er starb am 27. Dezember 1845 in Fryeburg. Sein Sohn John W. Dana (1808–1867) war zwischen 1847 und 1850 Gouverneur von Maine.